# Couche de solvatation

Solvatation de Na+ dans l'eau (H20)

La couche de solvatation est, en chimie des solutions, la couche des espèces agissant comme solvant entourant une espèce (soluté), les deux pouvant être confondus comme c'est le cas dans une solution « pure ».
Un des exemples les plus classiques est le cas des molécules d'eau solvatant un ion métallique. Dans cette configuration, l'atome d'oxygène électronégatif que comprend la molécule d'eau (H2O) est attractif d'un point de vue électrostatique pour la charge positive de l'ion métallique. Le résultat est donc qu'une couche de molécules (dite de solvatation) entoure l'ion. Selon la charge de l'ion et sa taille, l'épaisseur et la densité de molécules d'eau de la couche de solvatation varient.
D'autres facteurs, tels que la nature des solvants et des solutés, la gêne stérique et les facteurs cinétiques affectent aussi cette couche de solvatation.
L'un des moyens de « visualiser » cette couche (ou ces couches) est l'utilisation de la fonction de corrélation de paire (normalisée à 1 à l'infini) pour des paires solvant/soluté spécifiques, chacun des pics obtenus correspondant à une couche.
Le concept de couche de solvatation est aussi fréquemment employé en biochimie.